# پرچم کنتیکت
پرچم ایالت کانتیکت شامل سپری سفید با سه درخت انگور (که بر هر کدام سه خوشهٔ انگور بنفش قرار دارد) بر زمینه‌ای آبی رنگ است. نوشته لاتین "Qui Transtulit Sustinet" (به معنی: کسی که آن را کاشته از آن مراقبت نیز می‌کند) که شعار این ایالت است در پایین آن بر روی نواری قرار دارد. طول این پرچم ۱٫۷ متر و عرض آن ۱٫۳۲ متر است.

## تاریخچه
هیئت قانون‌گذاری کلی کانتیکت در سال ۱۸۹۷ این پرچم را که از سوی فرماندار اون وینسنت کافین ارائه شده‌بود تأیید کرد.
نشان آن از نشان مهاجرنشین سایبروک که در سال ۱۶۳۹ ایجاد شده بود گرفته شده‌است. نشان مهاجرنشین سایبروک شامل ۱۵ درخت انگور است که دستی در سمت بالا و چپ آن نوشته‌ای با مضمون "Sustinet qui transtulit" را نگه داشته‌است. هنگامی که در ۱۶۴۴ مهاجرنشین کانتیکت، مهاجرنشین سایبروک را خریداری کرد این نشان به نشان کانتیکت تبدیل شد. در ۲۵ اکتبر ۱۷۱۱ فرماندار نشان را تغییر داده و تعداد درخت‌های انگور انرا به ۳ کاهش داد تا سه مکان قدیمی تجمع مهاجرنشین‌ها را نشان دهد (ویندسور، واترزفیلد و هارتفورد) (و یا شاید هم به معنی سه مهاجرنشین آن منطقه: مهاجرنشین‌های کانتیکت، سایبروک و نیوهاون).
در سال ۲۰۰۱، انجمن پرچمداران آمریکای شمالی پرچم‌های ۷۲ ایالت آمریکا و نیز استان‌های کانادا را بررسی کرد. پرچم ایالت کانتیکت در این بررسی در رتبه ۵۰ ام در میان ۷۲ پرچم ایالت‌های آمریکا قرار گرفت.